# مارسل هندریکس
مارسل هندریکس (انگلیسی: Marcel Hendrickx; ۲۱ آوریل ۱۹۲۵ – ۱۵ فوریهٔ ۲۰۰۸) دوچرخه‌سوار اهل بلژیک بود.